# Municipio de Gold
El municipio de Gold (en inglés: Gold Township) es un municipio ubicado en el condado de Bureau en el estado estadounidense de Illinois. En el año 2010 tenía una población de 180 habitantes y una densidad poblacional de 1,92 personas por km².

## Geografía
El municipio de Gold se encuentra ubicado en las coordenadas 41°27′34″N 89°47′47″O / 41.45944, -89.79639. Según la Oficina del Censo de los Estados Unidos, el municipio tiene una superficie total de 93.52 km², de la cual 93,49 km² corresponden a tierra firme y (0,03 %) 0,03 km² es agua.

## Demografía
Según el censo de 2010, había 180 personas residiendo en el municipio de Gold. La densidad de población era de 1,92 hab./km². De los 180 habitantes, el municipio de Gold estaba compuesto por el 98,89 % blancos, el 0,56 % eran de otras razas y el 0,56 % eran de una mezcla de razas. Del total de la población el 2,22 % eran hispanos o latinos de cualquier raza.